# Proceraea albocephala
Proceraea albocephala är en ringmaskart som beskrevs av Nygren, Sundkvist, Mikac och Pleijel 20. Proceraea albocephala ingår i släktet Proceraea och familjen Syllidae. Inga underarter finns listade i Catalogue of Life.